# Arthroleptis adolfifriederici
Espèce
Statut de conservation UICN

 LC  : Préoccupation mineure
Arthroleptis adolfifriederici est une espèce d'amphibiens de la famille des Arthroleptidae.

## Répartition
Cette espèce se rencontre dans les montagnes des Virunga dans l'Est du Congo-Kinshasa, au Rwanda, au Burundi et au Sud-Ouest de l'Ouganda.
Les autres populations d'Afrique de l'Est qui étaient considérées comme appartenant à cette espèce appartiennent à d'autres espèces.

## Étymologie
Cette espèce est nommée en l'honneur d'Adolphe-Frédéric de Mecklembourg.

## Publication originale
- Nieden, 1911 "1910" : Neue ostafrikanische Frösche aus dem Kgl. Zool. Museum in Berlin. Sitzungsberichte der Gesellschaft Naturforschender Freunde zu Berlin, vol. 1910, p. 436-441 (texte intégral).